# Альфонс де Невіль
Альфонс де Невіль, повне ім'я Альфонс Марі Адольф де Невіль (фр. Alphonse-Marie-Adolphe de Neuville; 31 травня 1836, Мент Омер — 19 травня 1885, Париж) — французький художник XIX ст. Створював картини переважно батального жанру. В його картинах батального жанру чимало побутових ситуацій і деталей, що зробило твори художника надзвичайно достовірними.

## Життєпис
Походить з багатої родини юриста. Відрізнявся наполегливістю та самостійністю в рішеннях з молодих років, зажадав стати офіцером або військовим інженером. Проти волі батьків (у 1852 р.) влаштувався у військово-морське училище в місті Лор'яні, Бретань. Під час навчання у військово-морському училищі виявив художні здібності. Через один рік навчання батько примусив сина покинути училище і почати вивчати юриспруденцію. Прибув у Париж, де вивчав право і навчався в військовій школі на Марсовому полі.
Художню майстерність почав опановувати в ательє художника Франсуа-Эдуара Піко (1786—1868), запізнілого представника класицизму. Але в майстерні Піко залишався недовго, багато малював сам, розробляючи військову тематику. Брав уроки у художника Ежена Делакруа, художня манера котрого абсолютно відрізнялась від академічної манери Піко.
Серед перших батальних творів Альфонса де Невіля — «П'ятий єгерський батальйон». Самостійно виконав композицію «Захоплення Неаполя вояками Гарібальді» 1860 року, котру подав на виставку в Салон 1861 року.
Почав працювати батальним художником. Серед тем, що розробляв — війна в Криму, англо—бурська війна в Південній Африці, мексиканська військова експедиція європейських держав.
Твори художника помилково відносять до стилістики академізму, хоча він використовував стилістику академізму досить обмежено і лише на початковому етапі (ескіз «Знущання над Брунгільдою, королевою Франції»).
Побутовий жанр у Альфонса де Невіля мало відрізнявся від пересічних творів низки другорядних чи мало обдарованих французьких митців («Вуличка старого міста», «Діти на сходинках», «Пані верхи в костюмі амазонки», «Пригощання вином командира»). Художник був непоганим пейзажистом, що доводять його численні пейзажі-ескізи до батальних сцен («Село Монфалькон біля Безансона» 1871, «Ферма біля Седана» 1872, «Дахи поруйнованого Шампіньї» 1882). Його зображення вояків на межі жанрів між портретом і ескізом для батальної сцени («Зуав», «Вояк з конем», «Французький військовий інженер», «Гусар верхи»).

## Епізоди Франко-прусської війни

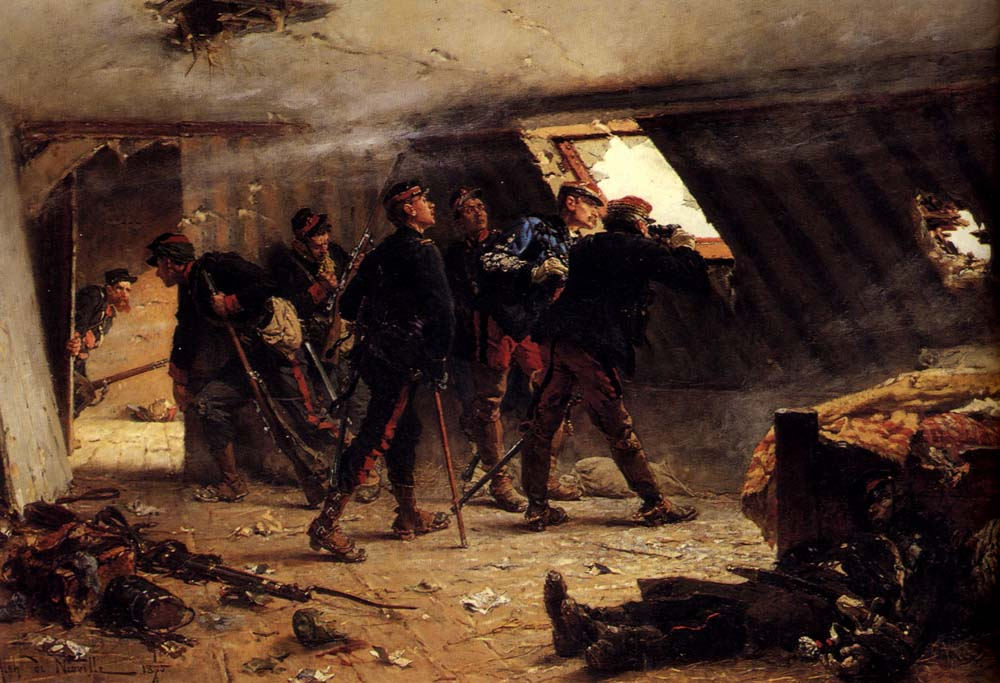
«Обстріл ворога з даху» або «Епізод Франко-прусської війни», 1875

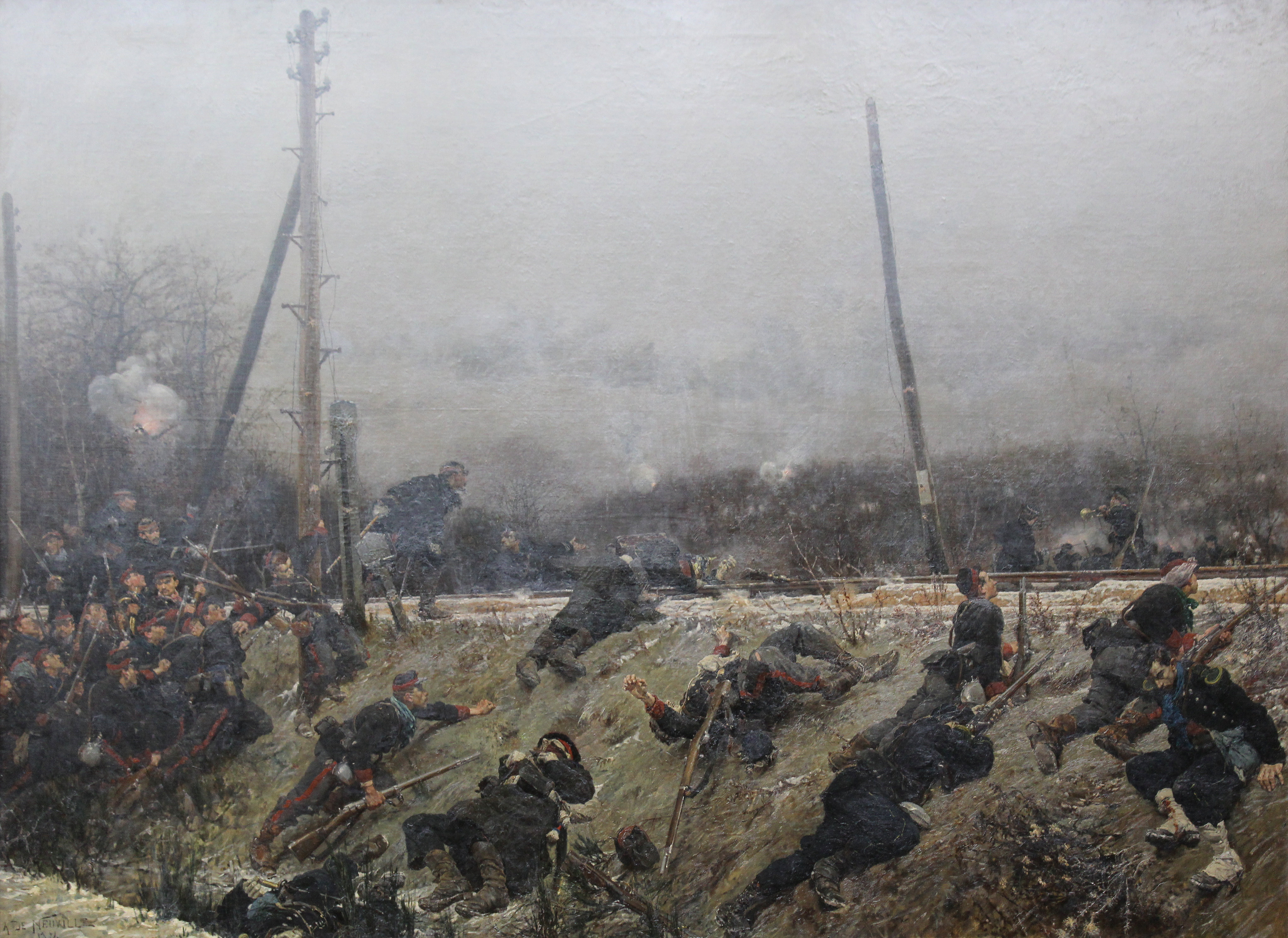
«Бій на залізниці», 1874 (Музей Конде, Франція)

Справжнє натхнення зійшло на художника при створені картин на теми Франко-прусської війни 1870—1871 років. Він брав участь у військових операціях як підпоручик, а потім як молодший офіцер і кур'єр при штабі генерала Кайє. Кур'єрські доручення дозволили спостерігати за різними етапами військових дій на різних ділянках фронту.
У художника мало батальних панорам, це «Атака дагун при Гравелоті» та «Баталія при Шампіньї», остання створена разом із художником Детайлем (1848—1912). Більшість картин митця — окремі епізоди, але це запеклі сутички з ворогом, котрого Альфонс де Невіль подає реалістично, поважно, без зверхньості і карикатурності. В картинах він постійно на боці французьких вояків, незважаючи на програну більшість боїв і зданий прусським воякам Париж. 1881 року власну позицію Альфонс де Невіль пояснював у листі до мистецтвознавця так: 
| Розповідаючи про наші поразки, я намагався довести, що навіть вони були почесними для французів. Це був приклад (мужності) для наших вояків і офіцерів, приклад для майбутнього. Щоб там не говорили, ми були переможені при виявах героїзму, і показати це — цілком варто. |
Натхнення, поєднане з власним військовим досвідом і новим баченням війни як хаосу і постійної небезпеки породило нову якість його творів. Батальний живопис Альфонса де Невіля поданий з позицій французького офіцера і патріота, що здатен аналізувати скрутні ситуації, навчатися на поразках і радіти кожному вияву героїзму простих вояків. Його живопис позбавлений офіційного пафосу і легковажності, таких розповсюджених в картинах інших художників-баталістів XIX ст., починаючи з Ораса Верне (1789—1863). За це Альфонсу де Невілю дорікав навіть його маршан Адольф Гупіль, котрий зменшував за це платню за його картини.
Альфонс де Невіль не приховував на картинах, а подавав поранених і убитих людей і тварин («Рятування гармати і оборона брами під Буженвілем 21 жовтня 1870») (1879 р.), негаразди військового побуту навіть між боями («В траншеї взимку»), необхідність вести бої з церковної нави, з поруйнованого даху будинку, відбивати атаку в сутінках («Несподівана атака вранці»). Трагічні події війни позбавили на картинах Альфонса де Невіля спокою як живих, так і мертвих («Двобій на кладовищі Сент Пріво»). Не дивно, що цей новий показ страшного обличчя війни знайшов відгук в душах багатьох відвідувачів Паризьких Салонів. Художник швидко отримав визнання і фінансовий успіх. Одна з картин майстра була продана за рекордну ціну ще за життя художника. 1881 року він отримав від уряду орден Почесного Легіону.

## Ілюстратор книг
Незважаючи на потяг до військової тематики і батального жанру, брався робити ілюстрації з інших, невійськових тем. Так, робив ілюстрації для журналу «Навколо світу», наполегливо працював з акварелями і гуашами. Працював для паризьких видавців Кальмана Леві та Жуля Герцеля.
Створив низку ілюстрацій до книг французьких літераторів Жуля Верна («20.000 льє під водою», «Навколо Місяця», «Навколо Землі за вісімнадцять днів»), Франсуа Гізо (1787—1874), політика, що не цурався літератури («Історія Франції»), ілюстрації до деяких романів Олександра Дюма старшого тощо.

## Смерть
Помер в Парижі. Поховання відбулося на цвинтарі Монпарнас.

## Увічнення пам'яті
Картини талановитого митця давно розійшлися по престижним мистецьким збіркам і великим музеям, серед яких Музей д'Орсе, музей мистецтва Метрополітен, Художній музей Волтерс, Державний Ермітаж.
На честь популярного художника ще 1889 року був встановлений монумент на площі Ваграм в Парижі. Під час військового захоплення Парижа німцями монумент де Невілю був, як і низка інших металевих монументів, зруйнований і перелитий на потреби німецької армії. Монумент в повоєнний період не відновлено.

## Вибрані твори
- «Автопортрет в майстерні»
- «Кошенята і равлик»

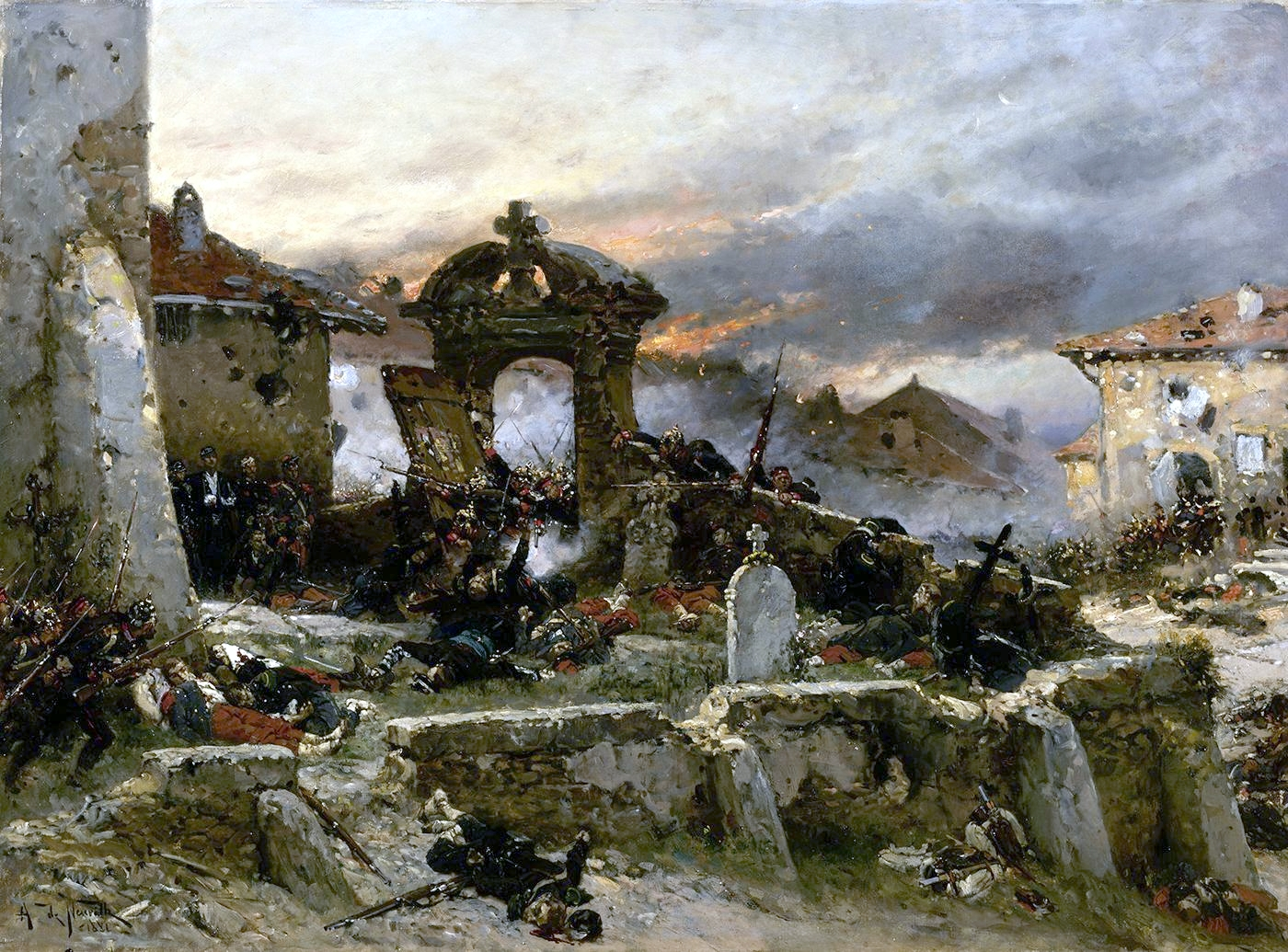
«Двобій на кладовищі Сент Пріво», 1881 р.

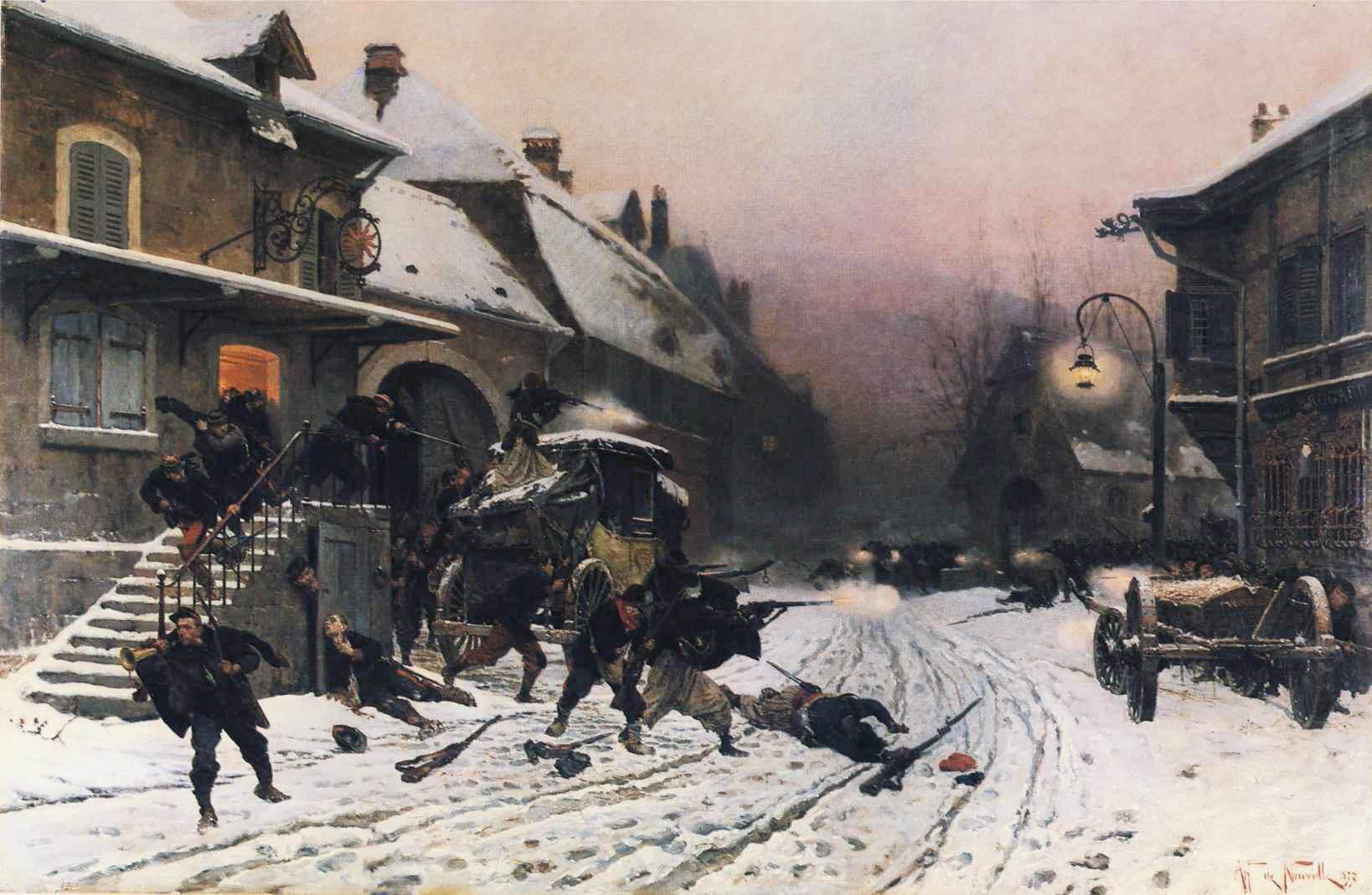
«Несподівана атака вранці», 1877 р., Художній музей Волтерс, Балтимор, США

- «Вояки Франції в Бурже», 1870 р.
- «Битва на шляху»
- «Двобій біля печей для випалення вапна»
- «Концерт на аванпості»
- «Французький гренадер»
- «Батарея Жерве під Севастополем»
- «Вуличка старого міста», Ермітаж, Санкт-Петербург
- «Частування вином військового командира», Ермітаж, Санкт-Петербург
- «Табір французьких вояків біля села ле Бурже», 1870 р.
- «Баталія у Шампіньї», 1870 р.
- «Три французькі вояки»
- «Попередження вояка про небезпеку»
- «Останні патрони», 1873 р.
- «В траншеї взимку», 1874 р.
- «Несподівана атака вранці», 1877 р., Художній музей Волтерс, Балтимор, США
- «Рятування гармати і оборона брами під Буженвілем 21 жовтня 1870» (1879 р.)
- «Шпигун», 1880
- «Оборона позиції на скелі Дріф», 1880, Художня галерея Нового Південного Уельсу, Австралія
- «Двобій на кладовищі Сент Пріво», 1881 р., Музей д'Орсе
- «Обстріл ворога з даху», 1885, варіанти

## Галерея вибраних творів

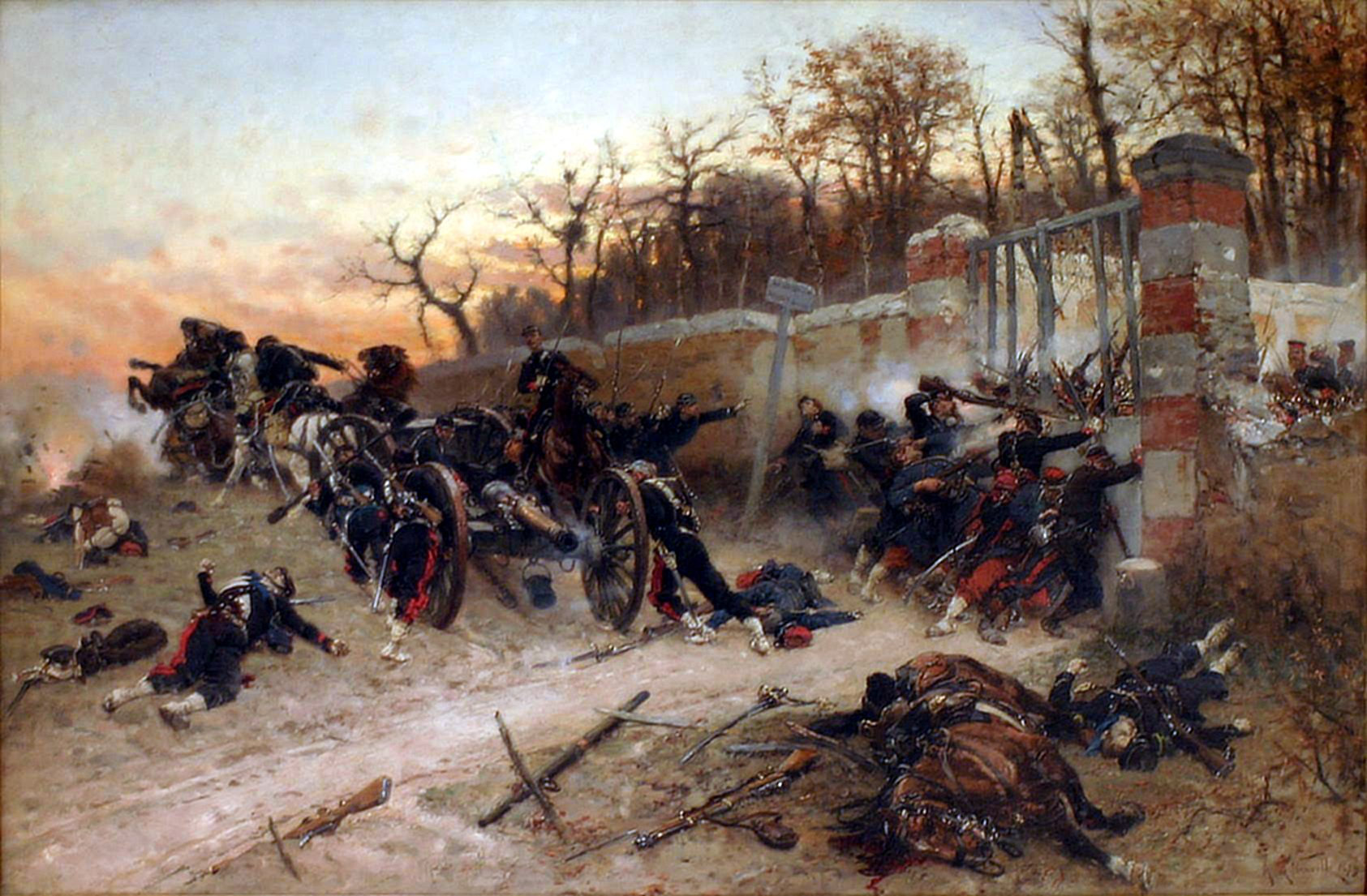
«Рятування гармати і оборона брами під Буженвілем 21 жовтня 1870» (1879 р.)

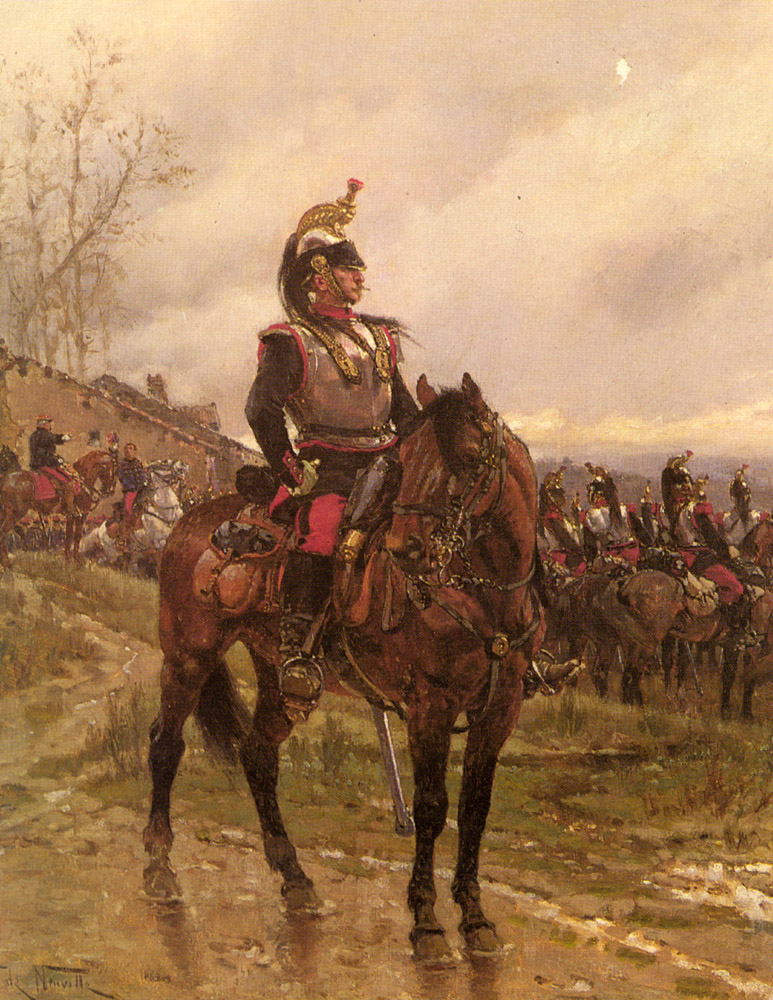
«Гусар верхи», 1875 р.
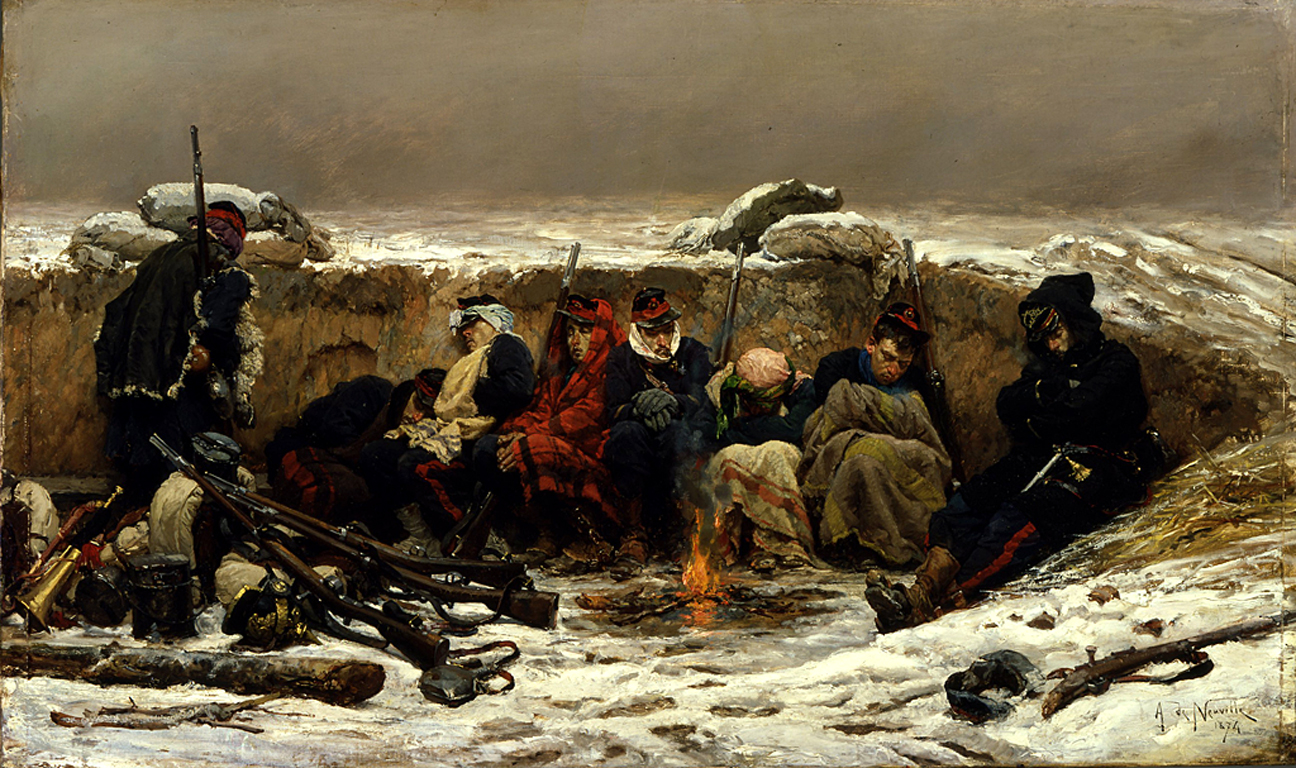
«В траншеї взимку», 1874 р.
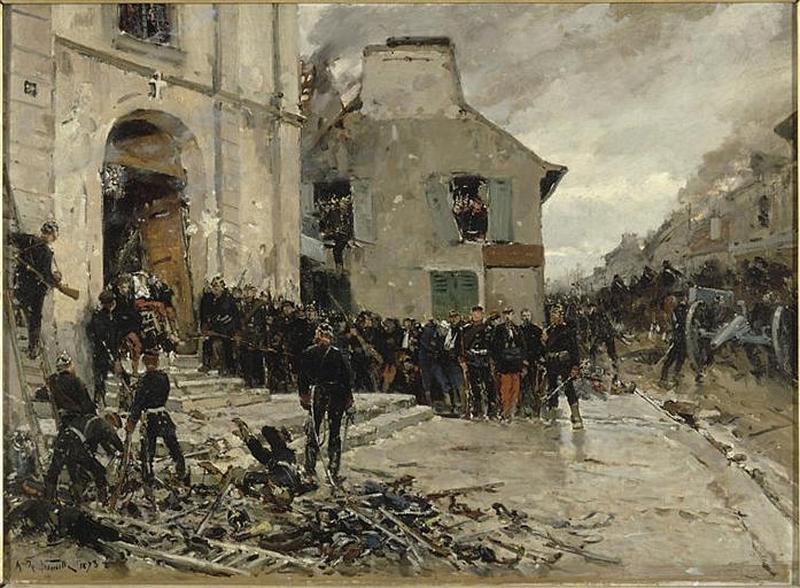
«Вояки Франції в Бурже», 30 жовтня 1870 (1878 р.)
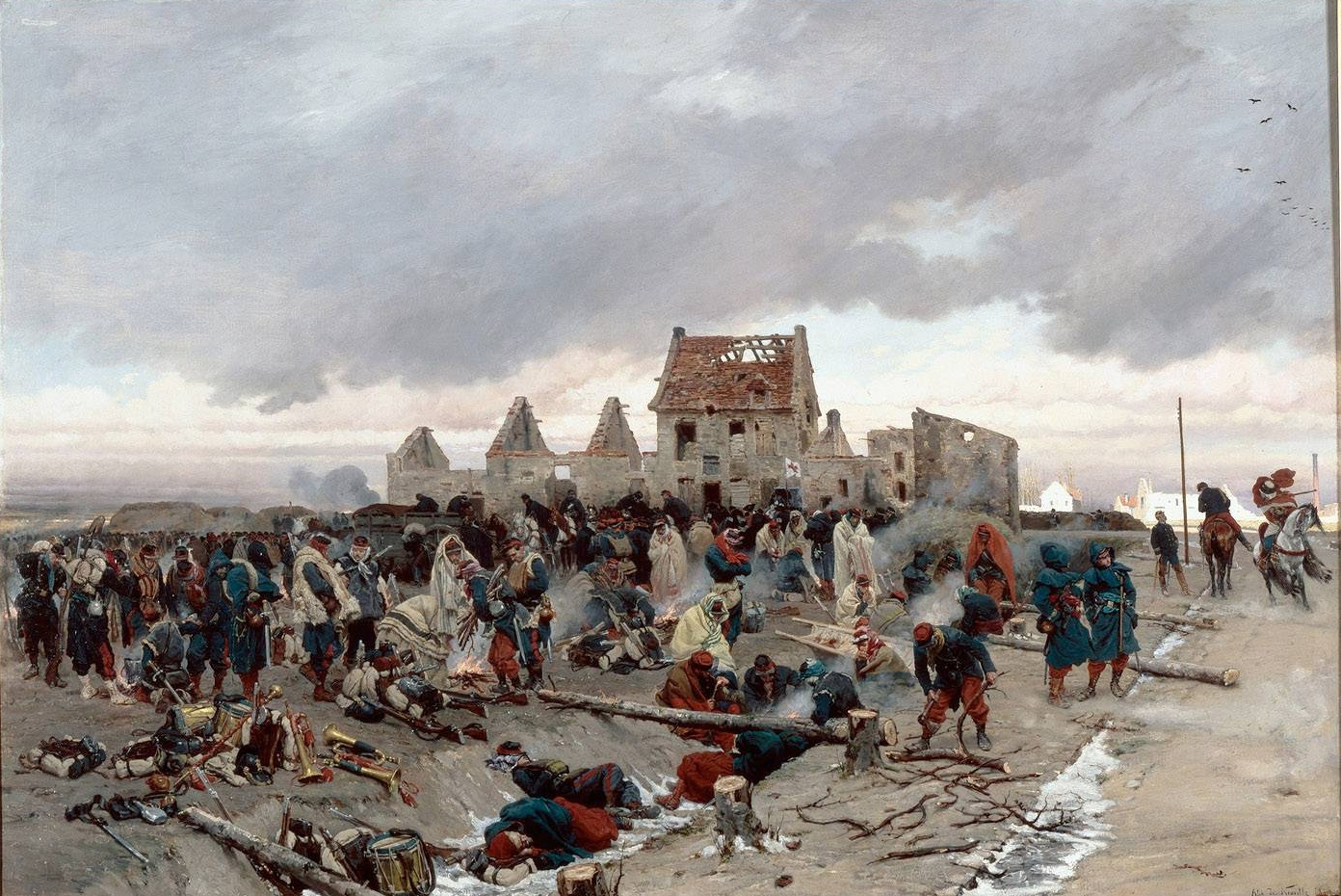
«Табір французьких вояків біля села ле Бурже», 1870 р. (варіант — 1873 р.)
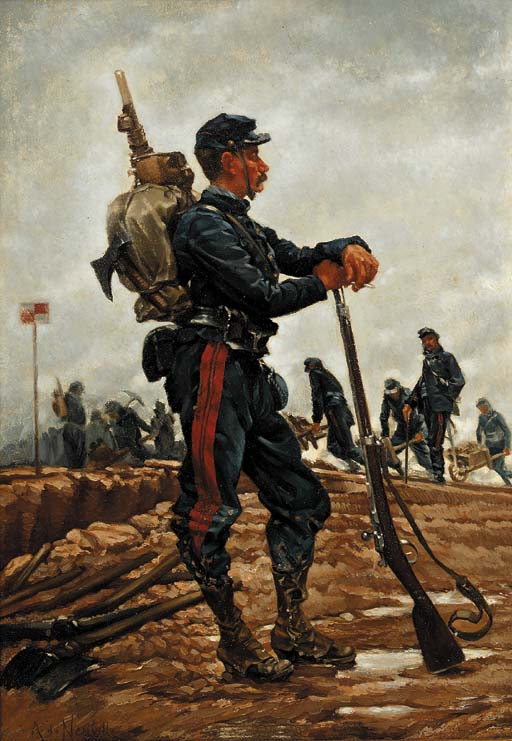
«Французький військовий інженер», 1885 р.
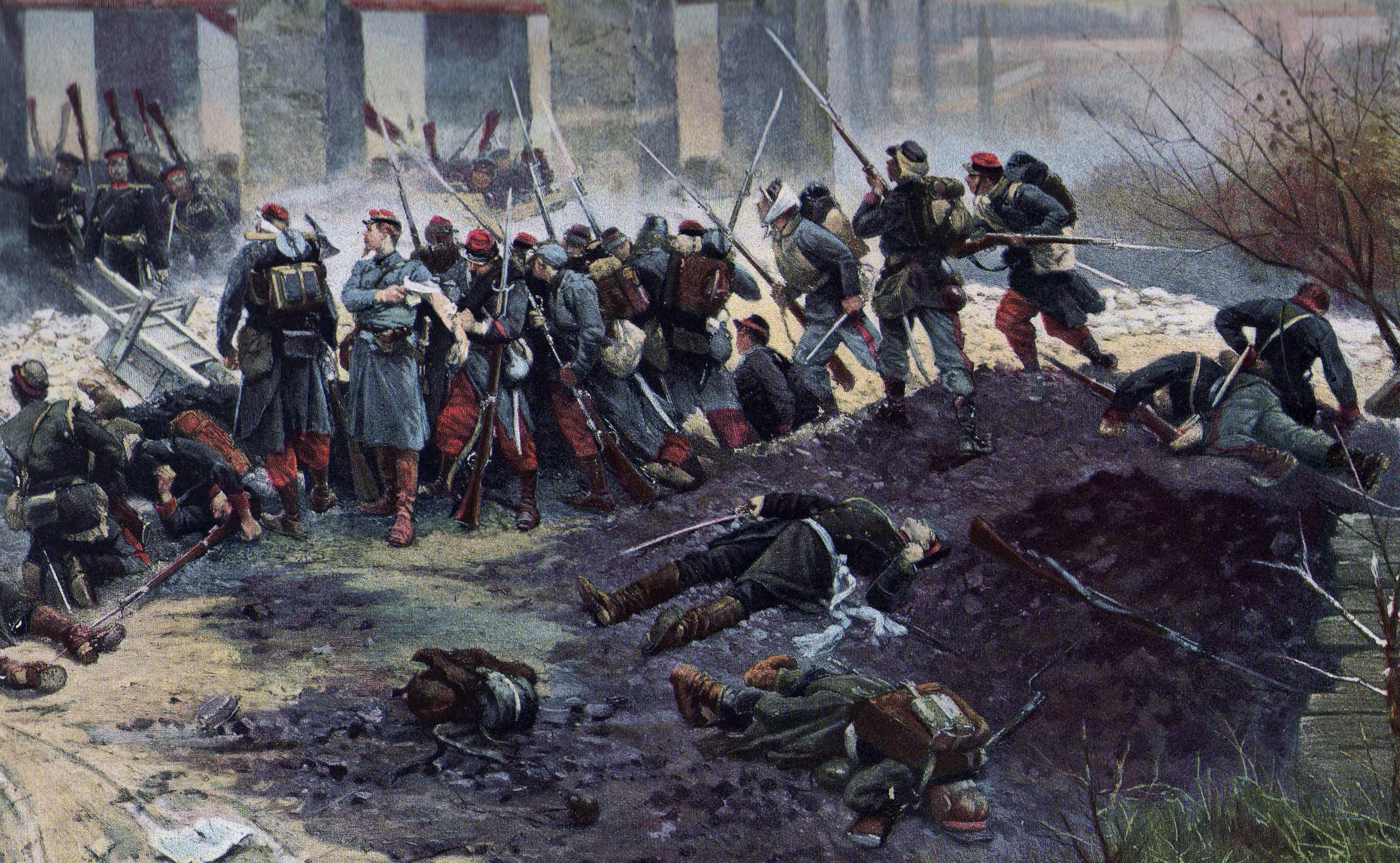
«Баталія у Шампіньї» (1870)